# دراگوسلاو شکولاراتس
دراگوسلاو شکولاراتس (سیریلیک صربی: Драгослав Шекуларац؛ ۸ نوامبر ۱۹۳۷ – ۵ ژانویهٔ ۲۰۱۹) بازیکن و مربی فوتبال اهل یوگسلاوی بود.
از باشگاه‌هایی که در آن بازی کرده‌است می‌توان به باشگاه فوتبال ستاره سرخ بلگراد، باشگاه فوتبال سانتا فه، باشگاه فوتبال پاریس اف سی، و باشگاه فوتبال کارلسروهه اشاره کرد.
وی همچنین در تیم‌های ملی فوتبال زیر ۲۰ سال یوگسلاوی، زیر ۲۱ سال یوگسلاوی، و یوگسلاوی بازی کرده‌است.
وی در مسابقات کشوری و بین‌المللی در مجموع برندهٔ ۲ مدال نقره شده‌است.